# Weicherdange
Weicherdange (luxembourgeois : Wäicherdang, allemand : Weicherdingen) est une section de la commune luxembourgeoise de Clervaux située dans le canton de Clervaux.

## Histoire
Weicherdange était une commune jusqu’à l’été 1823 quand elle fusionna avec la commune de Clervaux, excepté le village de Drauffelt qui fut intégré à la commune de Munshausen.

## Curiosités
- Son église Saint-Vincent-Martyr est une des rares au Luxembourg à avoir un clocher à bulbe.